# 俺がヒロインを助けすぎて世界がリトル黙示録!?
『俺がヒロインを助けすぎて世界がリトル黙示録!?』（おれがヒロインをたすけすぎてせかいがリトルアポカリプス!?）は、なめこ印による日本のライトノベル。イラストは和狸ナオが担当。HJ文庫（ホビージャパン）より2011年6月から2016年6月まで刊行された。
メディアミックスとして、『コミック・ダンガン』（同）にて長谷川光司によるコミカライズが2011年12月2日から2014年1月31日まで連載された。

## あらすじ
16歳の誕生日でもある高校入学の日、波乱烈火は突如現れた謎の少女アールから警告を受ける。それは、今後彼が救うことになる女性たちにより、未来の世界で大戦争が起こるというもの。そしてそんな状況に至ったのは、破滅に至ろうとしているヒロインたちを救うための『物語』に巻き込まれるという『波乱の血筋』のためだった。そして、警告から間もなく烈火は魔法使いの野望と宇宙人の政略と異世界の危機という3つの『物語』、そしてそれらによる3人のヒロインのピンチに直面してしまう。この日から、ヒロインたちの『物語』に巻き込まれ、そして救っていく烈火の波乱に溢れた日々が始まったのだった。

## 登場人物

### 主人公と相棒
波乱 烈火（なみだれ れっか）
本作の主人公。16歳。高校1年生。『波乱の血筋』を引く。自称は『俺』。「フツー」が口癖。
普通であることを望む一般人だったが、16歳の誕生日を迎えた高校の入学式で未来人アールに出会ったことでそれまでの日常が一変する。
『波乱の血筋』のせいで幾多の事件や不可思議に巻き込まれるが、特別な力を持たないためヒロイン達の能力や所有している特殊な道具、物語中手に入れた武器などを組み合わせるといった知恵と勇気でそれらを解決していく。
本人曰く女の子との接触はまるでなかったが、『波乱の血筋』に目覚めて以降エンカウント率が急上昇している模様。しかしアール曰く「世界を滅ぼすレベルの鈍感」で、その上優柔不断なところもあるため女の子たちから寄せられる好意にほとんど気づいていない。
『波乱の血筋』に目覚めた当初はそれに伴う体質を嫌がっていたが、3巻の物語においてそれらを受け入れ、全てを救ってみせると肯定する発言が行われる。
巻が進むごとに彼に好意を持ったヒロインが増えていくため、『波乱の血筋』の事を知らない周囲（高校のクラスメートや教師達等）からは「何股もかけている問題児」と見られている。
アール
本作のナビゲーター役。自称は『本官』。青い髪で軍服を着ており、体型は小学生ほど。
『全ての戦争』を回避する為に、未来から送り込まれた人工生命体（キクルム）の少女。常に浮遊していて烈火から五メートル以上離れることができない。少女の外見をしているが、実年齢は2歳との事。その存在は烈火にしか認識できず、またアールも烈火以外には触れないらしい。
「全てのヒロインに公平」と称して、烈火にあまり助言はしない。些か能天気（と言うより無責任）な言動が目立つ。またなぜかヒロインの胸や水着にこだわる。無感情・無表情がデフォルトだが、烈火がヒロインや『物語』を見捨てるような発言をするとどことなく怒っているような態度になる。
物語には手出ししないものの、エルの様な自身がいた未来からの介入に対しては自身の能力を行使することができ、9巻ではシールドによる烈火の守護や爆発の阻止等を行っている。
実は『全ての戦争』を回避する手段として「これから出会うヒロインの中から誰かを選んで未来を救う物語」というアール自身の物語を持つ。

### 『物語』のヒロイン
1巻
大友 皐月（おおとも さつき）
烈火のお隣に住む幼馴染。16歳。高校1年生。自称は『私』。ストレートの綺麗な長い黒髪が特徴の少女。
宇宙の創生から現在までの全ての情報を記録するアカシックレコードにアクセスできる『森羅の大魔法』を受け継ぐ。その大魔法を狙う「現代最強の魔法使い」メサイアに襲われるが、『波乱の血筋』に目覚めた烈火に助けられる。
主に『森羅の大魔法』により、相手の知られたくない秘密や、別の人物の語った昔話の真贋を確かめるといった方法で烈火を助ける。『森羅の大魔法』以外にも逃走や防御に関する魔法も得意。
真面目で几帳面な性格で、中学時代は生徒会長を務めていた。魔法という超常の力を使う割には、6巻でお化けや怪談の類が苦手であることが判明する。
烈火のことが好きだが、奥手なためかなかなかアプローチがかけらない様子。幼馴染だけに烈火との付き合いは10年以上と、共に過ごしてきた時間はヒロインの中で最も長い。次元から「自堕落な息子が一人暮らしでさらに堕落しないように」と烈火の世話を任されている。
イリス・フィネリタス・サイファーコール
フィネリタ星の最高評議会『オワリア』の議長の娘。つまりは異星人。自称は『アタシ』。地球人との外見的な相違点は、馬の様なサラサラした毛並みの尻尾。足元まで届く銀髪のツインテールが特徴で、スタイルはヒロインの中でも上位。
政略結婚によってサタモニア大王と無理やり結婚させられそうになり、地球へ逃げてきた。故郷からの追っ手から逃げている最中に烈火と偶然出会い、彼に恋人の「フリ」を頼む。
最初は「フリ」だけのつもりだったが、自分を守るためにサタモニア大王に立ち向かった烈火を見て本気で惚れ込み、1巻エピローグにて花嫁修業と称して地球に留学。烈火のクラスに転校して来た。
技術大国であるフィネリタ製の宇宙最新鋭科学技術を使った道具と、地球人を超える身体能力でもって烈火を助ける。本人曰く「昔は結構お転婆だった」らしく、危険な星にも探検に出かけていたこともある。そのためか、大抵の状況には動じない胆力がある。
お嬢様育ちなためかやや常識に疎く、TPOを弁えない行動をとることもある。その一方で、自分が原因で相手が大変なことになったと感じた時には頭を下げられる素直さも持っている。
ワガママなところもあるが烈火を想う気持ちは一途で、彼に積極的にアプローチをかける。ヒロインの中では焼きもちをやくシーンが特に多く、特に皐月やロザリンドとはよく衝突する。
ハリッサ・ホウプ
異世界アブラアム出身の魔導師。13歳。自称は『ウチ』。ややくすんだ色の金髪と綺麗な碧眼を持つ。
精霊召喚術を専門とするが、第七回魔王討伐の時、召喚した精霊の制御に失敗して味方に被害をもたらしてしまう。そのため死刑を申し渡されかけるが、異世界から勇者を召喚すれば特赦を与えると告げられ、見事に勇者（波乱烈火）の召喚に成功した。本編内で精霊を召喚したことはないが、8巻にて逆に精霊の住まう精霊界を訪れた際にはその応用呪文を使った。また、自分や周囲の人間を透明にする魔術や回復魔術により随所で烈火をサポートする。
烈火とともに地球へ来た時に元の世界に帰れなくなったため、彼の家に居候することになる。7、8巻にて異世界への渡航も可能とする「縁辿りの魔術」を編み出し、里帰りを果たすが、それ以降も烈火の家に住み着いている。
年下ながら甲斐甲斐しく烈火の身の周りのお世話をしているため、コミック版では近所の人に「若奥さんみたい」と言われている。
2巻
望野 つみき（のぞむの つみき）
大衆食堂『のぞみや』の看板娘。高校1年生。列火の同級生。自称は『私』。肩まで伸ばした髪を頭の右側でくくった、いわゆるサイドテールの髪型をしている。
潰れかけた『のぞみや』を救うために「フードチャンピオン」に出てお店の知名度を上げようとしていたところ、偶然そのことを知った烈火に新メニューの味見役を頼むことになる。
食堂の看板娘だが料理の腕は壊滅的。皐月曰く「数百の生贄を捧げて作った呪毒物のよう」で、暗黒物質（ダークマター）とも称される。料理の素材や調理法にかかわらずそうなってしまうようで、人間が食すと致命的。これは比喩でもなんでもなく、劇中烈火は何度も味見の結果死にかけている。しかし不可思議なパワーを宿しており、リアのエネルギーを回復させるのに役立つ。
料理の腕はともかく、特殊な能力や出自を持たない「普通の人間」に近いキャラクター。そのため戦闘ではあまり役に立てないが、料理でリアを回復させるサポート役や、面倒見のいい性格のため、人間界の常識に疎いテトラやリアの生活面での手助けを良く行っている。
烈火に対して好意を持っていると思われるが、ついツンツンした態度を取ってしまう。所謂ツンデレ。
テトラ・メトラ・レトラ
地底の村ジズの村長の娘。つまりは地底人。自称は『テトラ』、つまりは自分の名前。地底人だけに色素が薄く、白髪の先端がやや緑がかってるほかは驚くほど白い。
「背神の怪物」と呼ばれるものを封じる「封印の間」を管理する地底人の娘。「封印の間」が破られそうになったため地上に助けを求めにきて、皐月を通じて烈火と出会う。
暗い場所で光る目を持つ。そのほかにも「背神の怪物」に対して毒となる血が体に流れていたり、地底人にしか使えない「神の御業」をいくつか所持していたが、「背神の怪物」が倒されて以降それらは使えなくなった。そのため現在では暗闇でも物が見える以外は特殊な能力などは所持していない。
身体的に小柄かつひ弱であるために戦闘能力はないが、一方で村長の娘として村のリーダーシップをとっていたために社交性が高い。また、「背信の怪物」に関する資料を一人で研究し続けたことから学者としての素養もあるらしく、学者関係のキャラクターの手伝いを担うこともある。
数多いヒロインたちの中でもかなり素直な性格。烈火に対して積極的なアプローチを行っているわけではないが、彼に絶大な信頼を寄せている。
リア
その正体は最強の獣『リヴァイアサン』。自称は『私』。人間としての姿は赤い髪をした長身の女性、本来の姿は伝説に出てくるような空飛ぶ龍に似た姿をしている。
太古の昔、「封印の間」に封印されたバハムートの代わりに神によって創られた。しかし、その後バハムートに騙され、バハムートの代わりに「封印の間」に封印されてしまう。以後数千万年「封印の間」に閉じ込められ続けたが、烈火たちによって解放される。
自分がバハムートを解放してしまったために地上が滅んだと長い間思い込んでいた反動からか、現在地上で繁栄している「人類」そのものに対して深い愛情を感じている。
本人曰くゲテモノ好き。つみきの料理を「最高」として美味しく食することができ、それにより力を回復することができる。
人間の姿は彼女の核にあたり、龍の肉体の部分は体内に蓄えたエネルギーによって維持される。そして龍の体を抜け殻として捨てる場合は蓄えていたエネルギーも肉体とともに捨ててしまうらしく、人間態の彼女は最強とは言い難い。水魔法を得意とし、水を槍や竜巻等の様々な形で武器として放つ。
バハムートが邪悪な存在となってしまった失敗から新たに創られた彼女は知性や自制心、感情を強く植えつけられている。そのためか、落ち着きのある大人びた雰囲気を持つ。一方で、普段は海に浮かんで寝ていて時折船に轢かれる、服は川で洗濯している等私生活においてはかなり奔放で、話を聞いた烈火たちを唖然とさせた。6巻からファミレス『リンダラバーズ』の用心棒兼ウエイトレスとなる。
「人類」の中でも特に烈火に対しては「特別」な感情を持っているらしく、時折彼に対して過激な発言をすることもある。「人類」が好きなためか、ほかのヒロインたちに対してあまり嫉妬するなどといった場面は見られない。
3巻
万丈 響（ばんじょう ひびき）
烈火の親戚で、「波乱の血筋」の女性バージョンである「万丈の血筋」を受け継いでいる、見た目は男子の格好をしたボーイッシュな少女。高校2年生。
「波乱の血筋」とその分家である「万丈の血筋」が周囲に災厄をもたらす呪われた血だと考え、その血を終わらせようとしている。そのために選んだ手段は「波乱と万丈の血筋の者同士が結婚し、出産をしないことで両家の血を引く人間が生まれないようにする」といういささか突飛なものだったが、そんな方法に頼る程に本気だということでもある。また、両家の血筋を継ぐ者が一カ所に集まり、同時に同じ物語に巻き込まるようにすれば、結果的に遭遇する物語を1人分に減らせられるかもしれないという考えもあった。しかし、これまで烈火が複数の物語と同時に遭遇してきたことから、2人分の物語に巻き込まれるようになってしまう結果となる可能性もある。響はその可能性を想定していなかったらしく、複数の物語に巻き込まれた際に驚きを見せている。
この考えに至った理由は、物語に巻き込まれたことで無関係な友人が重傷を負ったためであり、周囲に被害が出ることを恐れている。そのために時として冷淡な判断をすることもあるが、本質的には無用な犠牲者を出さないことを第一とする優しい少女。烈火の許に訪れたのも、前述の理由に加えて同じ体質の烈火なら自分と一緒にいてもいいかもしれないと考えたため。
自称が『ボク』で、クールな態度を取っているが、虫を怖がったり、異性をファーストネームで呼ぶことを恥ずかしがったりと、可愛らしい一面もある。
烈火と違い、幼少の頃から自らの血筋の事を聞かされていたため、身体的にも教養的にも自らを鍛えてきた努力家。そのため、特殊能力はないものの格闘技能は高い。その反面、誰かを頼る、協力するといった姿勢は烈火と比べて不器用。
同じ体質ながら仲間と手を取り合うことをためらわない烈火の姿に惹かれている節がある。しかし、異性と接した経験の不足と格闘技を学んできた弊害からか、アプローチの照れ隠しに手が出ることが多い。
4巻
チェルシー・マーガレット
トレジャーハンターの女性。魔法使いの名門であるマーガレット家に生まれるも、魔法の才能に恵まれず、同じく才能のなかった弟と共に実家を飛び出しトレジャーハンターとなる。
難病に侵された弟を救うために日本を訪れるが、そこで医師に弟の余命わずかであると宣告される。弟を助ける手段として「悪魔の壷」を探そうとしていたところで響と出会う。
「魔法の才能に恵まれなかった」という言葉に偽りはないようで、「対象の身長を1メートル低くする」という魔法しか使うことができない。
8巻にて、実家であるマーガレット家に異世界アブラアムの魔法の知識を伝えるメッセンジャーになり、9巻にてトレジャーハンターとしての活動の拠点を日本に移し、響のいる町に引っ越してくる。
ロザリンド・C・バートリ
500年以上生きている高位の吸血鬼。長い金髪をツインテールにしており、赤い瞳を持つ。古風な話し方をするが、幼さの残る顔立ちに低い身長と、外見的には小学生のようにしか見えない。自称は『ワシ』。
約100年前に住み慣れた欧州を離れ、日本へとやってきたところで烈火の先祖と出会い親交を深める。しかし、後に1人の少女を巡り敵対することになり、敗れたロザリンドは海に沈められる。
人間をはるかに超える身体能力、耐久力に傷の回復力を持ち、霧、コウモリ、狼に変化する能力、『魅了』、吸血行為によって対象を吸血鬼化し下僕にするなど、数々の特殊能力を操る。
高位の吸血鬼であるため、太陽、流水、十字架、にんにくなども効かないが、唯一銀だけは弱点。
なぜか、メイドに強いこだわりを持っている。
スズラン/シルバースレイヤー
ホムンクルスの少女。個体名は『吸血鬼殺し（シルバースレイヤー）』。銀色の髪と瞳を持ち、全身に包帯を巻いてその上からボロボロの外套を着ている。『賢者の石』を核として、流体する銀によって身体が構成されており、自由に形を変えることができる。
約200年前に、錬金術師であるマスターによってロザリンドを抹殺するために造られた。約100年前にターゲットであるロザリンドの反応が消失からは活動を停止させていたが、反応が再び確認されるようになると活動を再開し、命令を遂行するために彼女を追い、烈火の住む町へとやってきた。
『悪魔の壷』の願いによって人間になってからは、ホムンクルスとしてのシルバースレイヤーという名前から、烈火が名付けたスズランという名前に改名し、ロザリンドにメイドとして仕えている。
5巻
シャーリー・マダガスカウェル・ブラッド
惑星エスタシオン直属の研究機関主任の少女。
ファム
宇宙海賊シーガイストの船員見習い。グレムリンの少女。
レイン・ウォーターチャイルド
常夏の惑星ベラノの人魚族のお姫様。
6巻
常盤 緑里（ときわ みどり）
烈火の高校の先輩で軽文部の部長をしている。高校2年生。カカトに届くほどの長いポニーテールをしており、その髪をアンティークのような蝶の髪飾りでまとめている。
病弱で保健室登校をしているが好奇心は旺盛。作家を目指しており、上記の髪型と髪飾りは作家になるまでの願掛けである。声がとても小さく、烈火と話すときには抱きついて耳元に口を近づけて話す。
14巻で、彼女達は『アールの物語』のヒロインで、烈火が過酷な『物語』から逃げ出した時のための、『日常の中のヒロイン』であることが明かされている。
吉備 桃音（きび ももね）
烈火の高校の先輩で生徒会長をしている。高校2年生。ポニーテールで右目に眼帯をしている。
烈火の地元にある吉備神社の娘で、自身も巫女をしている。
14巻で、彼女達は『アールの物語』のヒロインで、烈火が過酷な『物語』から逃げ出した時のための、『日常の中のヒロイン』であることが明かされている。
7、8巻
言塚 澪（ことづか みお）
「MIO（ミオ）」の芸名で大人気の国民的アイドル歌手。
実は超能力者であり、『時空回帰能力（ワンモア）』という能力を持つ。その能力の内容は「自身の生命が危機に陥ったときに、一生に一度、一週間だけ過去に戻ることができる」というもの。
エリシア・オットー
「組織」の仲間を裏切り逃げていた超能力者の女性。『壁抜け』という超能力を持つ。
ザイア・ガルディンドゥス・コロナ
精霊界の「覇王のダンジョン」最深部に封印されていた少女。
リュン＝シルフィード
精霊界に住む風の上級精霊。
9巻
アイ
昔烈火と皐月が助けた猫が年月を経て猫又になった少女。
エル
アールと同じ人工生命体（キクルム）。アールより先に造られた。烈火の暗殺を狙っている。
本来、未来から烈火の許に送られるのはエルの予定だったが急遽アールに変更となった経緯を持つ。
10巻
ラシュエル
愛と情熱を司る天使。
ズウィータ・ゼロニア
宇宙人の特撮監督。
林原霧
正義の味方の少女。

### 『物語』の悪役
1巻
メサイア・キャンディストラップス
現代最強の魔法使い。自称は『私』。金髪碧眼で、烈火曰く「ワインを闇に浸したような」色のマントを羽織っている。
地球を破壊できるほどの隕石すら砕く強大な攻撃魔法を操るほか、あらゆる物理・魔法を完全に防ぐ防御障壁を張ることができる。
皐月の持つ「森羅の大魔法」を手に入れるため、彼女を狙っている。
サタモニア大王
大銀河連邦の上位に君臨する、サタモニア星の暴君。自称は『ワシ』。人間に豚とガマガエルを足して、ハゲから触角を生やしたような姿をしている。
「ゲブゲブ」と外見の通り蛙と豚を足したような声で笑う。
サタモニア星の軍事力でフィネリタ星に圧力をかけ、イリスとの政略結婚を持ちかける。大王を名乗っているものの彼自身は有能とは言えず、駆け引きの類は参謀長官がこなす。
魔王
数百年の時を経て復活した異世界の魔王。自称は『我』。ドラゴンのような姿をしている。
（異世界の）大陸のどこにでも魔界から魔物を召喚、送還できる力を持つ。他にも、『勇者の剣』と同等の力を持つ第二形態になれる。
8巻にて、精霊界と隣接する世界、魔界にある三王家のひとつ、バラン家の魔王であることが判明した。前述の召喚術も、バラン家の次元渡航の術の応用らしい。
2巻
バハムート
自らを「バー君」と名乗る、像をマスコット風にデフォルメした風貌の珍生物。自称は『僕』。その正体は「完璧なる獣」と謳われる神話時代の怪物で、元々は終末の後の晩餐として神に生み出された存在。
神によって封印された「背信の怪物」であり、自分の大事なものを奪った相手でもあるリヴァイアサンに復讐するため、烈火に協力を求めてくる。その際に、烈火は彼の力の一部を貸し出され、魔法少女のような姿にされた。
実際は彼の方が「背信の怪物」であり、リヴァイアサンは彼に騙されて代わりに封印されてしまっていたに過ぎない。詐術に長けた狡猾で残忍な性格で、他人を騙して絶望させることを好む。獣の王であることを驕っており、他の存在を見下し、破壊することを娯楽としている。
マスコットじみた妖精の様な姿や、人間大の悪魔のような姿等に変身するが、その本性は山よりも巨大な象の姿である。炎を操ることを得意とし、いかなる攻撃にも傷ひとつつかない「完璧な」防御力を誇る。しかし、テトラたち「封印の間」の番人の血が彼にとっては毒であり、血を浴びただけで皮膚が溶けてしまう。また、かつて封印された際に神の手で背中を槍で貫かれており、その傷が未だに塞がらずに血を流し続けている。
3巻
ゾルフィアクド
不幸や災害の源となる『闇』エネルギーを喰らい、その力を増す『闇喰らいの悪魔』。自称は『余』。岩の様にごつごつとした鎧の様な皮膚や角、蝙蝠に似た翼、赤い光を放つ瞼のない目等、いかにも悪魔じみた風貌を持つ。
約20年前にカルトたちの世界に現れ、闇エネルギーを枯渇させて世界を破滅させかけた。その後カルトによってメイファと精神を同調させられ、彼女とともに眠り続けることになる。
そして、精神が繋がっているメイファに悪夢を見せ続け、そこから得られた『闇』エネルギーで封印を破り、復活する。
嗜虐的かつ傲慢な性格で、世界を滅ぼすことさえ彼にとっては退屈しのぎの遊びに過ぎない。
『闇』エネルギーを武器として使うこともでき、闇を主に槍の形で扱う。

### その他
波乱 次元（なみだれ じげん）
烈火の父親。自称は『俺ッチ』。烈火曰く「エプロンの似合う無精ひげの残念な主夫」。
烈火の16歳の誕生日の前日、烈火に対し『波乱の血筋』と『物語』について説明する。
独特なテンションの人物で、お調子者の子どもの様な軽薄な話し方をする。テンションに関してだけいえば息子とは似ても似つかないものの、烈火が幼少の頃に川で流されている猫を迷わず川に飛び込んで助けたことがあるという烈火に通じる一面はある。
料理が得意で、ケーキも手作りで作れる。
海外へ転勤となった妻と共に、家を烈火に任せて海外へ移った。
波乱　華音（なみだれ　かのん）
作中では烈火からは「お袋」、次元からは「ママ」と呼ばれている。やり手のキャリアウーマンで、海外の本社への栄転が決まり、次元と共に海外へ渡る。
実年齢よりも10歳は若くみられることが多い美人で、烈火は次元が彼女の心を射止めることができたことを不思議がっている。家事は苦手らしい。
カルト・グラフィモア
異世界の科学者。自称は『吾輩』。片眼鏡をつけたカイゼル髭の、胡散臭い風貌の男。
魔法と科学を融合した魔科学の、自称大天才。実際にその能力は天才の名に恥じるものではなく、世界の『熱的死』を防ぐために世界を最小化させた箱庭を作ってエネルギーを留める、異世界を渡る道具を発明する等優れた技術力を見せる。ただし、性格はかなり間が抜けており、自身の武器の効力を高らかに説明してしまうといった失態も犯す。
ゾルフィアクドによりエネルギー不足となった自身の世界を救うため、『インフィニティー・リヴァイヴァー』を応用した永久機関を開発し、その動力源となる運命律を持った人間として響を狙う。
心根は善人であり、無用に誰かを傷つけることは好まない。響を犠牲にする方法を選んだのも、それ以外に方法がなかったため。
瞬間魔法（インスタント・ソーサリー）という魔法を入れた機械のカプセルによる攻撃や、バトルカルトシップという武装した飛行機械を使う等、攻撃力は高い。
メイファ
カルトの恋人。長い金髪の美人。
優れた魔法適性を持ち、ゾルフィアクドを封印できる可能性を持った唯一の女性。適正はあっても技術を持っていなかった彼女は、自分を封印の器にすることをカルトに申し出で、ゾルフィアクドと精神を同調させてともに永遠の眠りにつくことを選ぶ。
彼女と交わした「世界を守る」という約束がカルトの行動の原動力となっている。
ココモ
妖怪の世界において、代々妖怪の長を務める九尾の狐の一族の子狐。自称は『おいら』。
九尾の一族は疫病や自然災害の元なる悪しき気、瘴気を封印・消滅させる妖術、封滅術を唯一使うことができ、土地に湧き出る瘴気を払うのが役目である。ただし、瘴気に接し続けてそれに侵されれば発狂、発病してしまう危険もある。
ココモは瘴気に対する恐怖から封滅術が上手く働かず、ココモの母が代わりに瘴気を払う役目を長く続けていた。そのためにココモの母は瘴気を吸いすぎて発狂し、暴走してしまう。
結果として、ココモが暴れまわる母を自らの手で封印する役目を負うことになった。
臆病で自虐的な性格で、勇気のない自身のことを嘆いている。
クレイマン
異世界の粘土細工のような人型の種族。目も鼻もなく、口だけののっぺりとした顔をしている。正式な名前は不明で、この呼称は烈火と響が便宜的に付けたもの。
体色が金色と白の2色で人種が分かれており、金色の方は白い方を劣等色と呼んで大陸から一掃しようとし、白い方はそれに対抗する形で戦争している。
竜を神の御遣いとして崇めている。

## 用語

### キーワード
『波乱の血筋』
波乱家の男子が16歳から大人になるまでの間に、様々な『物語』の主人公になってしまう（要するに『物語』に巻き込まれてしまう）血筋。
『物語』
次元曰く「主人公不在の物語」。主人公に見捨てられた『物語』は確実に破滅する（ヒロインが不幸になる）。
『全ての戦争（オールオブウォー）』
烈火に救われたヒロインたちが未来で起こしてしまう、文字通り『全てを巻き込んだ戦争』。アールによると、烈火が「全てのヒロインのフラグを一つも回収しなかった」ために起こるらしい。
実際の英語ではオールオブウォーを訳すると『全ての戦争』ではなく『戦争の全て』になるので、劇中の未来では英語の文法が変わっている可能性がある。
森羅の大魔法
皐月の一族が代々継承してきた大魔法。アカシックレコードへアクセスすることにより、過去から現在までの全ての事象を知ることができる。ただし、あまりに情報量の多い事柄を調べようとすると術者の脳がパンクしてしまい、廃人となってしまうという危険も伴う。

### キーアイテム
ワープウォッチ
腕時計の形をした超空間転移装置。座標を指定すると、10秒後に指定場所にワープする。移動距離は数百キロが限界。移動出来る質量も一人か二人、後は手荷物程度と少ない。イリスが所有していた物の一つ。
レーザー銃
サタモニア製の武器。発射されるレーザーは太く、かなりの威力を持つ。イリスが護身用に所持していた。
『勇者の剣』
アブラアム王国の城の地下にある、勇者にしか抜けないと言われる伝説の剣。
あらゆる魔術を断つ力を持つ。
暗黒物質（ダークマター）
つみきが作る失敗料理。食べると巨大な魔力を補給できるが、人間が食べると魔力過多で大変なことになる。
神の御業の棺
正式名称不明。ジズ村に住む番人たちに与えられた神の御業のひとつ。食べ物や服を入れて祈りを捧げると、入れたものが増える。
もうひとつの目的は、バハムートにとって毒となる番人たちの血を増やすこと。
『インフィニティー・リヴァイヴァー』
その者の持つ運命の重さ、運命律を装着者のパワーに変換する能力を持つ、プレートアーマー。ただ身体能力を上げるだけでなく、エネルギーの塊を飛ばして攻撃することもできるようになる。
『玉砕埜久遠（ぎょくさいのくおん）』
白いクレイマンたちが開発した、最終兵器。永久機関を搭載し、それを暴走させることで大規模な爆発を引き起こす。
外見は木製の箱で、側面にリヴァイアサン姿のリアに似た竜のレリーフが彫られている。

## 既刊一覧

### 小説
- なめこ印（著） / 和狸ナオ（イラスト） 『俺がヒロインを助けすぎて世界がリトル黙示録!?』 ホビージャパン〈HJ文庫〉、全16巻
  1. 2011年6月1日発売[21]、ISBN 978-4-7986-0239-4
  2. 2011年10月1日発売[22]、ISBN 978-4-79860298-1
  3. 2012年1月1日発売[23]、ISBN 978-4-79860336-0
  4. 2012年4月1日発売[24]、ISBN 978-4-7986-0381-0
  5. 2012年7月1日発売[25]、ISBN 978-4-7986-0423-7
  6. 2012年10月1日発売[26]、ISBN 978-4-7986-0472-5
  7. 2013年2月1日発売[27]、ISBN 978-4-7986-0538-8
  8. 2013年5月1日発売[28]、ISBN 978-4-7986-0600-2
  9. 2013年8月31日発売[29]、ISBN 978-4-7986-0667-5
  10. 2013年12月28日発売[30]、ISBN 978-4-7986-0731-3
  11. 2014年4月1日]発売[31]、ISBN 978-4-7986-0798-6
  12. 2014年9月1日発売[32]、ISBN 978-4-7986-0870-9
  13. 2015年1月31日発売[33]、ISBN 978-4-7986-0958-4
  14. 2015年6月1日発売[34]、ISBN 978-4-7986-1027-6
  15. 2015年10月31日発売[35]、ISBN 978-4-7986-1094-8
  16. 2016年6月1日発売[36]、ISBN 978-4-7986-1234-8

### 漫画
- なめこ印（原作） / 和狸ナオ（キャラクター原案） / 長谷川光司（作画） 『俺がヒロインを助けすぎて世界がリトル黙示録!?』 ホビージャパン〈ダンガン・コミックス〉、全5巻
  1. 2012年4月27日発売[37]、ISBN 978-4-7986-0389-6
  2. 2012年9月27日発売[38]、ISBN 978-4-7986-0463-3
  3. 2013年3月27日発売[39]、ISBN 978-4-7986-0559-3
  4. 2013年8月27日発売[40]、ISBN 978-4-7986-0655-2
  5. 2014年2月27日発売[41]、ISBN 978-4-7986-0752-8